# 夏亞·阿茲納布爾
夏亞·阿茲納布爾（シャア・アズナブル，Char Aznable），本名卡斯巴爾·雷姆·戴昆（キャスバル・レム・ダイクン，Casval Rem Deikun），别名爱德华·玛斯（エドワウ・マス，Édouard Mass），是GUNDAM系列宇宙世紀中最重要的角色之一。在《機動戰士GUNDAM》的一年战争中，夏亚被称作紅色彗星（赤い彗星）。夏亚在续作《機動戰士Z GUNDAM》中自称柯瓦特罗·巴吉纳（クワトロ・バジーナ，Kuwatoro Bajīna）并参与反地球联邦组织A.E.U.G.。夏亚的角色原型為第一次世界大戰德軍傳奇飛行員紅男爵，經歷則參考了哈姆雷特。
在大多數GUNDAM系列動畫中，夏亚的主要聲優是池田秀一。在搞笑動畫《機動戰士GUNDAM桑》動畫中，聲優變更為小西克幸。在平行宇宙的動畫《機動戰士Gundam GQuuuuuuX》中則由新祐樹配音。

## 經歷設定
在不同時期，夏亞使用不同的名字。他的本名為卡斯巴爾·雷姆·戴昆（Casval Rem Deikun），是提倡宇宙住民反地球聯邦運動、促成吉翁共和國（後改制為吉翁公國）的思想家吉翁·茲姆·戴昆，與酒館女仕亞絲特萊雅所生的兒子。在父親死後（懷疑被暗殺）移居地球，與妹妹阿爾黛西亞（改名為雪拉·瑪斯）一起被瑪斯家收養，並改名為愛德華·瑪斯（Edwow Mass）。他為了對薩比家復仇而潛入吉翁公國的軍校就讀，並使用最為人熟知的“夏亞·阿茲納布爾”為化名。他第一步的目的是向暗殺其父的薩比家报仇。為此他誘騙卡爾瑪·薩比、使他的船艦掉入陷阱，後被聯邦軍的船艦白色基地所轟沉。在此之後，他因未保護卡爾瑪的生命安全之政治責難，丟失了軍籍並流亡於地球內，但在印度遇到了新人類少女拉拉·遜，跟她產生了深厚的戀情。然而之後回歸軍籍並投身到宇宙的作戰中，拉拉卻因保護夏亞，所乘的軍事機器被阿姆羅所使用的機動戰士擊毀，夏亞也因此與阿姆羅結下樑子。最終薩比家的有力成員卻因外憂內患而喪命，夏亞的復仇目的在局勢變化中完成，吉翁公國在後人所稱的『一年戰爭』年尾敗戰投降，之後夏亞不知所蹤。
在一年戰爭結束後七年，宇宙世紀0087年，為了對抗強力鎮壓宇宙住民的迪坦斯，夏亞以克瓦特羅·巴吉納的身份（Quattro Bajeena，Quattro在意大利語中是“四”的意思，也是他所用的第四個名字），加入AEUG（A.E.U.G，反地球聯邦組織）作戰，在格利普斯戰役中被哈曼·卡恩的丘貝雷擊敗，他的坐駕百式被毀，成功脫出後夏亞目睹自己寄予厚望的卡密兒精神崩壞後，開始對人類絕望並再度失去蹤影。
在U.C. 0093年夏亞重現於「甘泉」（Sweetwater）難民殖民地並建立第二次新吉翁，要對地球聯邦進行肅正，企圖將小行星阿克西斯墜落在地球上引發核冬天來「促進人類進化」，遭到聯邦軍隆德·貝爾特遣隊的攔截。此役中夏亞駕駛沙薩比（Sazabi）跟宿敵阿姆羅·雷的ν鋼彈展開了一場激戰，起初由於沙薩比機體規格上的優勢佔了上風，但在要擊中ν鋼彈的駕駛艙時，機體突然power down（有極大的可能是因為受到精神感應框架的影響），在最終的格鬥戰，由於沙薩比機體構造的問題佔盡了下風（因夏亞沒料到會打真正意義的格鬥戰，所以機體設計上出了問題），最终沙薩比被ν鋼彈打到只剩駕駛艙。雖然與阿姆羅的對決中戰敗，但阿克西斯已經朝向地球墜落，在「地球寒冷化作戰」即將成功之際，ν鋼彈帶著沙薩比的駕駛艙，將推進器出力開至最大，嘗試把阿克西斯給推離地球，聯邦軍見狀也過去幫忙，就連夏亞所率領的新吉翁軍也在最後關頭全數背叛夏亞去推阿克西斯，最終，阿克西斯被一股綠色的神秘力量環繞，並且脫離墜向地球的軌道。0096年，在圍繞拉普拉斯之盒的戰爭中，身為夏亞的意志容器的弗爾・弗朗托（有一說弗朗托為只留下負面人格的夏亞本人）在彌留之時，拉拉、夏亞與阿姆羅的靈體一同帶走了他的生命。某種程度上來說，這可能也是官方第一次默認了夏亞與阿姆羅的死亡。
在安彥良和的漫畫《機動戰士GUNDAM THE ORIGIN》中，“夏亞·阿兹納布爾”原本是卡斯巴爾在德克薩斯宇宙殖民地認識、長得極之相似的好友，兩人的不同點在於瞳孔顏色（夏亞為褐色瞳孔，卡斯巴爾則是藍色）。卡斯巴爾為了要潛入吉翁公國及逃避特務暗殺，乃利用其身分作替身並製造自己已死的假象。
在大和田秀樹的漫畫《機動戰士：鋼彈桑》中，被描寫成白爛化的笨蛋，對紅色和角有異常的執著。
在動畫《機動戰士Gundam GQuuuuuuX》中，從聯邦手上搶奪鋼彈並進行改造，但在第二次所羅門戰役中因鋼彈身上的心靈通訊裝置暴走而爆發了「傑庫諾瓦」（ゼクノヴァ）的現象後人間蒸發。後來遇見修司伊藤，認為其所具備的新人類特質超乎預期，並且將紅色鋼彈交予其使用。U.C.0085年，再次現身並以「士郎茲」（シロウズ）之假名潛入尤瑪恩托計畫的開發團隊。

## 人物設定

### 性格與感情、與阿姆羅的因緣
是富于理想和激情、但為達目的不擇手段的角色，而所擁有的能力與魅力讓他能掌握往目的前進所需的棋子（包括了隨時可以背叛的友情），不過往往因情緒等因素而讓局勢往不利的方向發展。從與其妹雪拉的對話中可得知夏亞原本是個好哥哥，但在對薩比家的仇恨、拉拉·遜的悲劇、格利普斯冲突等影響促成其走上了后来意图摧毁地球来推进宇宙移民的极端主义道路。雖然一度在《Z鋼彈》時期願意與地球方面攜手合作，但在見識到幽谷與迪坦斯兩大勢力的黑暗面之後，夏亞可謂是對人類徹底絕望了。《逆襲的夏亞》時期，夏亞要地球居民以生命為代價向被污染的地球與大自然贖罪。此時的夏亞已經完全對地球人絕望，將其稱為「愚民」。在被擊潰並被ν鋼彈擄獲之後，夏亞更是對於無法理解自己的阿姆羅感到悲嘆，並流下了淚水。
此外，夏亞雖然在統帥力與智力上相當出色，但對於女人感情的處理則是相當冷酷的。夏亞在這輩子可能真正深愛過，且唯一最在乎的人（某種程度上更勝妹妹雪拉），就是一年戰爭時期的少女拉拉。夏亞在許多台詞中都稱讚拉拉的聰慧，而且毫不吝嗇展現出他對拉拉的疼愛。拉拉的建言更讓對技術自傲的夏亞第一次穿上了駕駛服作戰，更後在與阿姆羅的白兵戰中因為有穿駕駛服而得以活命。拉拉的死是讓夏亞未來走向激進道路，且最終拒絕與阿姆羅一同相信人類的一個契機。（另有一說，夏亞在《逆襲的夏亞》中講出了拉拉在他心目中是媽媽形象，明示了他對拉拉的愛是基於親情；而娜搭莉是夏亞以「我也是一名男人」的語句來主動開始與娜搭莉發生關係，因此夏亞的愛情中愛的女人是娜搭莉而不是拉拉。）
新吉翁的統帥哈曼·坎恩，在大約15歲的時候也有和夏亞有一段感情，但夏亞因為她對於米妮瓦·薩比的利用紛爭與自己相反，兩人因此分手。此後哈曼對於夏亞由愛轉恨。
在漫畫《年輕的彗星肖像》中，吉翁軍的娜搭莉中尉曾懷有夏亞的骨肉，但還沒出生就母子俱亡。（由於是漫畫所以有部份讀者不認作為正史，但因為此作的作家是《Z鋼彈》、《鋼彈ZZ》及《逆襲的夏亞》的人物設計師北爪宏幸，所以大部份喜愛UC系的讀者都把此作納入正史中）
《Z鋼彈》的蕾柯雅因為對克瓦特羅（夏亞）對待她那若有似無的感情，而投靠了更加在乎她的希羅克。
在《逆襲的夏亞》中，夏亞一方面與旗艦艦長娜搭莉處於有名無實的戀人關係（因為心裡還是想著拉拉），一方面也利用了13歲的新人類少女葵絲對他的父愛情懷，令其為他作戰。葵絲的字裡行間對於夏亞的愛天真無邪，但夏亞卻在許多台詞之中展現了他對於葵絲虛假的哄寵。但同时也有场景描述他对葵絲有实际的关怀及感情，并非从始至终完全以欺骗和利用的态度行事。
生涯最後，跟宿敵阿姆羅的對戰中，已經34歲的夏亞依然離不開拉拉死亡的恨意，阿姆罗却反驳说是夏亚急于出战造成了拉拉的死。阿克西斯墜落的最後時期，夏亞譏諷阿姆羅因為不了解葵絲對阿姆羅的愛慕才會讓她投靠自己，而阿姆羅則稱自己无论如何無法代替葵絲的父親。夏亞隨後對阿姆羅說拉拉為「可能成為我的母親的人」，並憤怒的質問殺了拉拉的阿姆羅有何立場責備自己。而阿姆羅也對夏亞情緒的强度感到震驚，他自己從未能理解夏亞。但再更進一步的對話之前，奇蹟發生，阿克西斯脫離了墜落路線，而兩人隨之失蹤。這段對話成為兩人在鋼彈正史中的最後一次交流。

### 面具
夏亞是GUNDAM作品系列中的第一位「面具男」。在一年戰爭時期，他最大的特徵是總戴著面具，并自稱是爲了保護其對紫外線過敏的眼睛（見其與卡爾馬·薩比泳池旁與被基西莉亞·薩比審問的對白）。
夏亞並不永遠戴著面具。在0079一年战争與身為連邦女官的妹妹阿爾黛西亞相逢時，阿爾黛西亞持槍命令夏亞脫下面具（目的是要得知其是否卡斯巴爾）而首次露出真面目。與拉拉獨處時，能夠放心拿下面具與她交談。在0087化名為克瓦特羅·巴吉納時，他只戴著墨鏡；更在達卡爾演說會議上拿下墨鏡，公開了自己是吉翁·茲姆·戴昆之子。
在之後的多部GUNDAM作品中都有「面具男」登場。面具的原點來自中的妖魔帝國王子。不過負責夏亞人物設計的安彥良和，事後亦表示，最初設計面具的原因，是以為GUNDAM與等巨大機械人動畫，是同一類風格作品，便以面具作為反派形象的象徵。假如事先知道夏亞在作品中的個性及經歷，一定不會為其加上面具。
《機動戰士鋼彈 THE ORIGIN》補述吉翁軍校時，夏亞教唆卡爾馬領導軍校學生對Side 3聯邦軍發動革命。行動前，隔壁寢室同學為夏亞設計出橄欖球用頭盔改裝且內附太陽眼鏡鏡片的面具，比起宣稱護眼所配戴的墨鏡更讓夏亞適用於作戰。由於行動成功，夏亞參與Side 3吉翁方勝利遊行時，展現作戰所戴的面具造型廣為人知。
夏亞之後，歷代鋼彈作品幾乎都有面具男出場，且以反派居多，少數由反派轉為正派。

### 軍服
夏亞的軍服樣式與作品中其他吉翁軍官差不多，但顏色是鮮豔的紅色。
在一年戰爭期間駕駛MS時，夏亞除了在阿·巴瓦·空攻防戰中駕駛吉翁克與阿姆羅的鋼彈對戰時，曾經換上駕駛服，後駕駛著半毀的機體繼續戰鬥。在此之前的一年戰爭時期他從不穿駕駛服，個人稱反正被打到都是死那穿什麼都沒差。

### 座機特色
夏亞的座機，主要塗裝是由粉紅色加上深紅色（另一位同樣以紅色為專用色的「真紅之閃電」強尼·萊登，專用色為鮮紅加黑色，不過在戰場上經常被聯邦軍士兵誤會為夏亞專用機）。自護號是臨時交給夏亞的，所以未有塗上專用色。在化名為克瓦特羅·巴吉納時，最初使用的力奇·戴亞斯，亦彷照其愛好，改為以鮮紅、棕色為主調。亦因為克瓦特羅駕駛技術超卓，令迪坦斯軍人驚異於「紅彗星再臨」的威脅，奧干其後甚至將原本以黑、棕為主調的力奇·戴亞斯，一律按照夏亞專用機改變塗裝。
於正史中夏亞唯一駕駛的非紅色系專用機，為金黃主色的「百式」。其奪目顏色不單成為夏亞專用機體的異例，亦成為機械人動畫歷史中最有名氣的金色機體。百式是正傳中夏亞駕駛的鋼彈系機體，機體設計企劃是以「創造一部能用上《百》年的機體」為目標，是《百》式名稱的起源。
在多年後《GUNDAM SEED DESTINY》中登場的金色機體「曉」外型酷似「百式」，機體左肩上印有「曉」一漢字，呼應「百式」左肩上的「百」，正是向百式這台耀眼之傳奇機體致敬。
在最後一次出場的《逆襲的夏亞》中，夏亞駕駛全機赤紅的沙薩比。
與量產機不同，夏亞搭乘的紅色薩克和紅色勇士帶有角，給觀眾留下了“夏亞座機=紅色有角”的印象。後來官方追加資料設定，將量產機加上「角」（天線）的機體，定性為指揮官專用，自此「角」就不再成為夏亞專用機的專利。
夏亞駕駛的紅色薩克在原作中被稱為有常規機體的三倍速度。但設定中其出力只比量產機高30％，理論上不可能真的達到三倍速，且夏亞後來所駕駛的機體再也没有表現出這一特性。於是之後，官方在補充設定中表示，“三倍速”是聯邦的士兵們因為夏亞的技術超群，經常借助外物增加速度（例如最常見的用腳反撐母艦機身彈出等等），以及宇宙中的距離差異感等因素，所產生的錯覺，並非真正物理上的三倍速。不過自此，“紅色有角三倍速”成為了夏亞的標誌性特徵之一。（在其他的作品裡，有特別指出夏亞利用船艦體為立足點蹬出而有三倍速的加速效果）

## 譯名
港譯為「馬沙」的原因，是以音譯「Char」為沙，以養父的姓氏「Mass」為姓，因此是姓馬名沙。八十年代之前，香港電視台以較接近廣東話、中文的名字來翻譯稱外國動畫人物的名稱。夏亞本名原台譯「凱斯巴爾」，至《機動戰士鋼彈 THE ORIGIN》則統一為「卡斯巴爾」。

## 駕駛的MS
《機動戰士GUNDAM》
- MS-06S 夏亞專用薩克II（備註：MS-06S是MS-06J/F開發時提升局部性能少量生產作為軍官專用機使用，例如卡爾馬專用機、白色蒼狼(松永)專用機等等）
- MSM-07S 馬沙專用茲寇克
- MS-14S 夏亞專用傑爾古格
- MSN-02 吉翁克
- MS-09RS 夏亞專用里克·德姆（小説版中登場）

《新MS戦記 機動戰士 GUNDAM短編集》
- MS-15Plus 夏亞專用吉昂改良型

《機動戰士Z GUNDAM》
- RMS-099 力克·迪亞斯
- RX-178 鋼彈Mk-II
- MSN-00100 百式

《機動戰士Z GUNDAM Define》
- MSZ-000 零式

《機動戰士GUNDAM 逆襲的夏亞》
- MSN-04 沙薩比（總帥專用機）
  - MSN-04-02 夜莺（小説版中登場，同樣是總帥專用機）

《機動戰士GUNDAM The Origin》
- MS-05 夏亞專用薩克I
- MS-06S 夏亞專用薩克II
- MS-06R-1A 夏亞專用高機動型薩克II

《基連的野望》(電視遊戲)
- RX-78/CA 卡斯巴爾專用鋼彈
- MS-15S 夏亞專用強人

《年輕彗星的肖像》
- AMA-00GR Zero GR
- MSN-02 完美吉翁克
- MS-06R-1A 黑色三連星專用高機動型薩克II
- MS-14U 傑爾古格(宇宙型)
- RGM-79 吉姆

《機動戰士鋼彈MSV-R 強尼．萊汀的歸來》
- MSK-008 夏亞專用迪傑
  - MSK-008S 迪傑·特拉瓦西亞

《機動戰士MOON鋼彈》
- MSN-04X2 沙薩比初期試驗型（重力下規格）

《機動戰士GUNDAM GQuuuuuuX》
- RX-78-2/gMS-α 高達

## 主要搭乘戰艦
《機動戰士GUNDAM》
- 法梅爾（Falmel、夏亚専用姆賽、旗艦）
- 瘋狂漁人（旗艦）
- 桑吉巴爾（旗艦）

《機動戰士ΖGUNDAM》
- 阿卡瑪（搭乘員）
- 拉迪修（搭乘員）
- アウドムラ（搭乘員）

《機動戰士GUNDAM 逆襲的夏亞》
- 留露拉（旗艦）